# Rafael Pedro XXI Minassian
Rafael Pedro XXI Minassian (en armenio: Ռաֆայել Պետրոս ԻԱ. Մինասյան, romanizado: Raphaël Bedros XXI Minassian; Beirut, 24 de noviembre de 1946) es un obispo católico libanés de origen armenio, patriarca-catolicós de la Casa de Cilicia de la Iglesia católica armenia desde el 24 de octubre de 2021. Anteriormente fue ordinario de Europa Oriental (2011-2021) y exarca patriarcal de Jerusalén y Amán (2005-2011).

## Biografía
Nació como Raphaël François Minassian en Beirut (Líbano) en 1946. Estudió en el Instituto de Clero Patriarcal de Bzommar y, posteriormente, en la Pontificia Universidad Gregoriana (filosofía y teología) y la Universidad Pontificia Salesiana (sicología), en Roma. Fue ordenado sacerdote el 24 de junio de 1973. En 2005 fue nombrado exarca patriarcal de Jerusalén y Amán y, en 2011, arzobispo titular de Cesárea en Capadocia de los Armenios y ordinario de Europa Oriental. Fue consagrado arzobispo en la Catedral de San Elías y San Gregorio el Iluminador de Beirut por el patriarca Narsés Pedro XIX Tarmouni.
El 23 de septiembre de 2021 fue nombrado patriarca (Catholicós) de Cilicia, obispo de Beirut y primado de la Iglesia católica armenia por el Santo Sínodo de los Obispos de la Iglesia Católica Armenia, y refrendado por el papa Francisco un día después. Sucedió a Gregorio Pedro XX Ghabroyan, fallecido unos meses antes. Como es costumbre en la Iglesia católica armenia escogió el nombre de Pedro (Bedros), como homenaje a la adhesión de esta iglesia a la Santa Sede.